# Hedda Hynne
Hedda Hynne (ur. 13 marca 1990 w Skien) – norweska lekkoatletka specjalizująca się w biegu na 800 metrów.
Półfinalistka mistrzostw Starego Kontynentu w Zurychu (2014). Dwa lata później na światowym halowym czempionacie w Portland zakończyła zmagania na eliminacjach. W tym samym roku zajęła 7. miejsce na mistrzostwach Europy w Amsterdamie oraz uczestniczyła w igrzyskach olimpijskich w Rio de Janeiro. W 2017 odpadła w eliminacjach podczas halowych mistrzostw Europy w Belgradzie (2017). Półfinalistka biegu na tym samym dystansie podczas światowych czempionatów w Londynie (2017) i w Dosze (2019).
Złota medalistka mistrzostw Norwegii oraz reprezentantka kraju w meczach międzypaństwowych.

## Osiągnięcia
| Rok  | Impreza                                 | Miejsce        | Konkurencja        | Lokata      | Wynik   |
| ---- | --------------------------------------- | -------------- | ------------------ | ----------- | ------- |
| 2014 | Mistrzostwa Europy                      | Zurych         | bieg na 800 m      | eliminacje  | 2:05,08 |
| 2016 | Halowe mistrzostwa świata               | Portland       | bieg na 800 m      | eliminacje  | 2:03,96 |
| 2016 | Mistrzostwa Europy                      | Amsterdam      | bieg na 800 m      | 7. miejsce  | 2:00,94 |
| 2016 | Igrzyska olimpijskie                    | Rio de Janeiro | bieg na 800 m      | eliminacje  | 2:01,64 |
| 2017 | Halowe mistrzostwa Europy               | Belgrad        | bieg na 800 m      | eliminacje  | 2:04,88 |
| 2017 | I liga drużynowych mistrzostw Europy    | Vaasa          | bieg na 800 m      | 3. miejsce  | 2:03,68 |
| 2017 | I liga drużynowych mistrzostw Europy    | Vaasa          | sztafeta 4 × 400 m | –           | DQ      |
| 2017 | Mistrzostwa świata                      | Londyn         | bieg na 800 m      | półfinał    | 1:59,88 |
| 2018 | Mistrzostwa Europy                      | Berlin         | bieg na 800 m      | eliminacje  | DNS     |
| 2019 | Halowe mistrzostwa Europy               | Glasgow        | bieg na 800 m      | eliminacje  | 2:05,73 |
| 2019 | I liga drużynowych mistrzostw Europy    | Sandnes        | bieg na 800 m      | 1. miejsce  | 2:04,94 |
| 2019 | Mistrzostwa świata                      | Doha           | bieg na 800 m      | półfinał    | 2:01,03 |
| 2021 | Halowe mistrzostwa Europy               | Toruń          | bieg na 800 m      | eliminacje  | 2:06,46 |
| 2021 | Igrzyska olimpijskie                    | Tokio          | bieg na 800 m      | półfinał    | 2:02,38 |
| 2022 | Halowe mistrzostwa świata               | Belgrad        | bieg na 800 m      | eliminacje  | 2:04,17 |
| 2022 | Mistrzostwa świata                      | Eugene         | bieg na 800 m      | eliminacje  | 2:06,27 |
| 2022 | Mistrzostwa Europy                      | Monachium      | bieg na 800 m      | eliminacje  | 2:03,64 |
| 2023 | Halowe mistrzostwa Europy               | Stambuł        | bieg na 800 m      | eliminacje  | 2:03,34 |
| 2023 | I dywizja drużynowych mistrzostw Europy | Chorzów        | bieg na 800 m      | 12. miejsce | 2:03,12 |
| 2023 | Mistrzostwa świata                      | Budapeszt      | bieg na 800 m      | eliminacje  | 2:01,00 |

## Rekordy życiowe
- bieg na 600 metrów (stadion) – 1:26,90 (2020) rekord Norwegii
- bieg na 800 metrów (stadion) – 1:58,10 (2020) rekord Norwegii
- bieg na 800 metrów (hala) – 2:00,92 (2021) rekord Norwegii